# Stereocyclops parkeri
Stereocyclops parkeri es una especie  de anfibios de la familia Microhylidae.

## Distribución geográfica
Se encuentra en Brasil.

## Estado de conservación
Se encuentra amenazada de extinción por la pérdida de su hábitat natural.